# Zone humide d'Ain Elshakika
La zone humide d'Ain Elshakika (Ain ech-Chaguiga, arabe : عين الشقيقة) est une zone humide costale de Libye protégée par la convention Ramsar (site Ramsar 1 026).

## Description
La zone humide d'Ain Elshakika localisée dans la région de Darnah, dans le district du Jabal al Akhdar à 5 km au sud-ouest de la ville de Al-Haniya, est un site de 33 ha (82 acres) inclus dans le parc national d'el Kouf.
Le site Ramsar est une sebkha hypersaline (24 ‰), bordée de vasières et dunes à l'est et l'ouest, et, élément plus rare, de formations rocheuses calcaires au lieu de dunes du côté sud.
Le site est connecté en deux endroits avec la mer. En hiver, lors des marées hautes, la hauteur d'eau dans la sabkha atteint un mètre. Des sources  d'eau douce diminuent localement la salinité. En été, le niveau de l'eau se situe en dessous de celui de la mer, mais ne s'assèche pas complètement, contrairement à la sebkha contigue située au nord d'Ain Elshakika.

## Flore et faune
La végétation du côté intérieur de la sebkha est constituée d'une forêt de Tamarix poussant sur sol inondé et de bancs de joncs (Juncus). Le reste de la végétation est constitué de salicorne Salicornia sp., genévriers Juniperus sp., Scirpte maritime Scirpus maritimus, scirpte des marais Elecocharis palustris et des quenouilles Typha sp. La portion inondée est couverte d'un herbier abondant de ruppelle maritime Ruppia sp. qui abrite comme poissons le blennie paon Salaria pavo, le gobie de Sarato Gobius fallax, et la grenouille Rana saharica malgré la présence d'oiseaux prédateurs en grand nombre.
Le site est classé Ramsar à cause de son importance pour les oiseaux d'eau migrateurs et résidents (de la famille des Laridae, Anatidae, Sternidae, et Ardidae). Des échassiers et quelques falconniformes ont aussi été observés sur le site.
Le site et la reproduction des oiseaux sont menacés par une augmentation de points de collecte de sable le long de la côte ainsi que par la circulation des camions liés à cette activité.